# Puntius ornatus
Puntius ornatus är en fiskart som beskrevs av Vishwanath och Laisram 2004. Puntius ornatus ingår i släktet Puntius och familjen karpfiskar. IUCN kategoriserar arten globalt som sårbar. Inga underarter finns listade i Catalogue of Life.